# Piper subpatens
Piper subpatens är en pepparväxtart som beskrevs av William Trelease. Piper subpatens ingår i släktet Piper och familjen pepparväxter. Inga underarter finns listade i Catalogue of Life.